# Patrick Da Rocha
Patrick Da Rocha (ur. 22 lutego 1961 w Villepinte) – francuski kolarz torowy, srebrny medalista mistrzostw świata.

## Kariera
Największy sukces w karierze Patrick Da Rocha osiągnął podczas mistrzostw świata w Lyonie w 1989 roku, gdzie zdobył srebrny medal w keirinie. W wyścigu tym wyprzedził go jedynie Włoch Claudio Golinelli, a trzecie miejsce zajął Japończyk Masatoshi Sako. Ponadto Da Rocha czterokrotnie zdobywał medale torowych mistrzostw Francji, w tym w latach 1986-1988 zwyciężał w sprincie indywidualnym. Nigdy nie brał udziału w igrzyskach olimpijskich.